# Dalmatiek (liturgie)
De dalmatiek (dalmatica) is in de rooms-katholieke liturgie het eigen gewaad (oorspronkelijk wit tot de knieën reikend) van de diaken.

## Functie
Een dalmatiek verschilt in die zin van de kazuifel, dat het mouwen heeft. Net als de kazuifel wordt het gedragen in de kleur van het liturgisch jaar. De dalmatiek is als kleding van de diaken nauw verwant aan de tuniek die vanouds het kledingstuk van de subdiaken is en was. Tegenwoordig zijn tuniek en dalmatiek nauwelijks van elkaar te onderscheiden en worden daarom vaak met elkaar verward.

## Oorsprong
De dalmatiek werd al gedurende de Oudheid in de Christelijke liturgie geïntegreerd. Oorspronkelijk was het een kledingstuk uit de streek Dalmatia dat leek op een tunica; de begoede Romeinen konden zich een 'vestis dalmatica' permitteren gemaakt van wol uit Dalmatia. De kerkelijke oorsprong ligt in de liturgie van de Byzantijnen. Voor de Oosterse christenen gaat het om de rijk geborduurde sakkos, wat door bisschoppen gedragen wordt, en om de stichaar voor de diakens. In het Westen is de dalmatiek een liturgisch kleed voor de diaken. Eigenlijk lijkt dit kledingstuk van de diaken nog het meest op een koorhemd zonder plooien van een veel dikkere stof gemaakt (meestal dezelfde stof als die van de gebruikte kazuifel). Bij plechtigheden (in een koude kathedraal) droeg een Roomse bisschop al eens een tunica onder zijn kazuifel. Tot de late middeleeuwen was de tunica wit van kleur met links en rechts in parallel een gekleurde rode of paarse zoom. Nadien volgde de tunica dezelfde kleur als de kazuifel, volgens de liturgische kleuren. Sinds het einde van de middeleeuwen werd de tunica progressief korter: zij reikte niet meer tot de grond zoals een koorhemd maar reikte, in de baroktijd, tot de knieën.

## Profane tegenhanger
Zie voor het gebruik van dalmatieken in kroningsplechtigheden en Duitse keizers:
- Dalmatiek
- Koningsmantel
- Goudborduren, voor de "Dalmatiek van Karel de Grote"

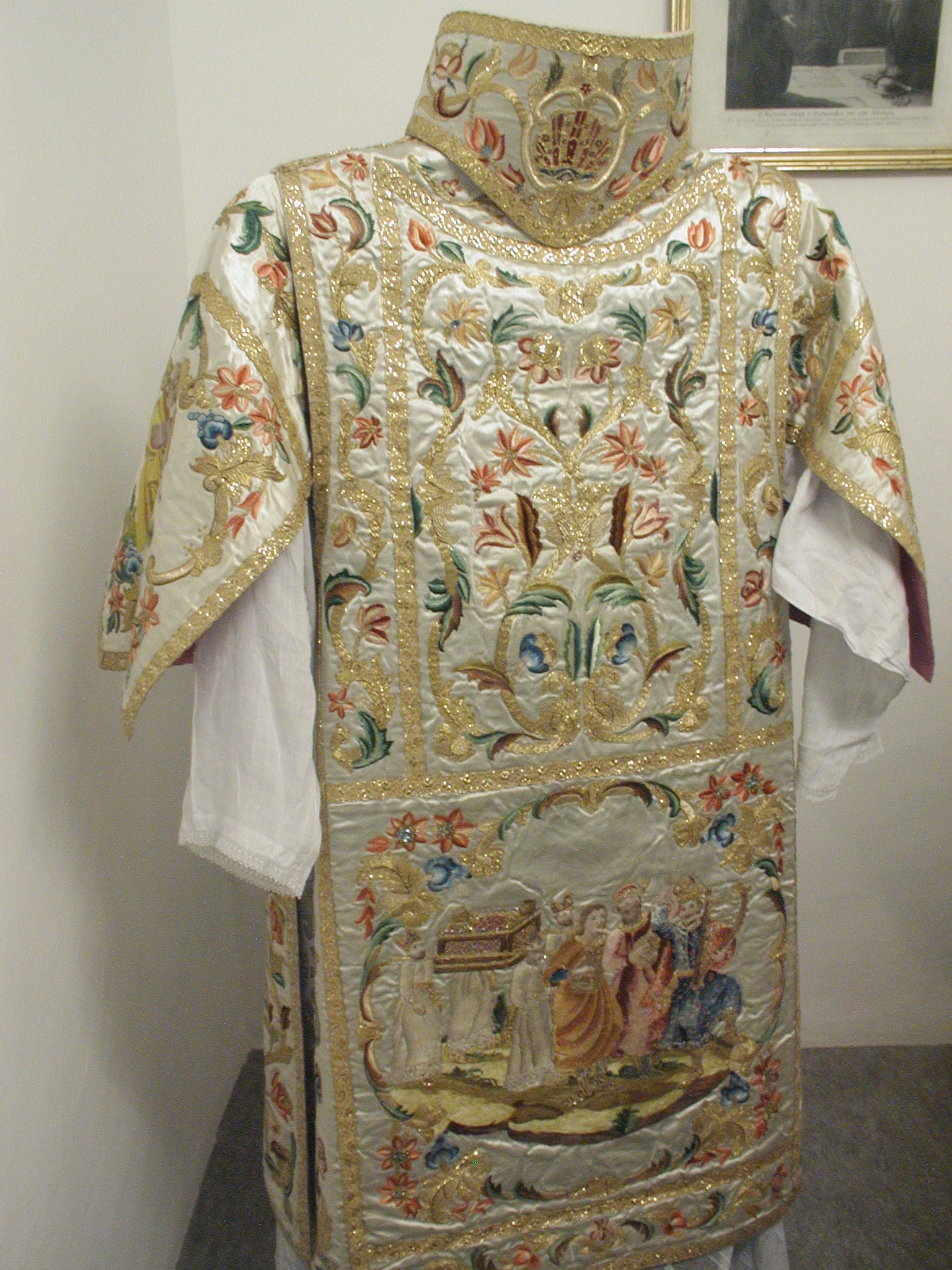
Met goud en zijde geborduurde dalmatiek